# Julie Bassermann
Julie Bassermann, geborene Julie Ladenburg, (* 2. März 1860 in Mannheim; † 18. September 1940 ebenda) war eine deutsche Frauenrechtlerin.

## Leben
Julie wurde als einzige Tochter des Bankiers Carl Ladenburg und dessen Ehefrau Ida geb. Goldschmidt geboren. Die Familie gehörte zu den führenden jüdischen Familien der Stadt Mannheim. Sie heiratete 1881 den Mannheimer Rechtsanwalt und Politiker Ernst Bassermann. Das Ehepaar hatte einen Sohn und drei Töchter.

## Leistungen
Im Jahr 1897 gründete Julie Bassermann die Mannheimer Abteilung des Vereins Frauenbildung-Frauenstudium, dessen Vorsitzende sie 1901 wurde. Mit der befreundeten Alice Bensheimer prägte sie die Entwicklung des Vereins. Als langjährige Vorsitzende führte sie die Mannheimer Frauenorganisationen in einem Vereinsverband zusammen. Dabei konnte Bassermann mit ihrer Mutter zusammenarbeiten, die 1904 dort Präsidentin des Badischen Frauenvereins wurde. Sie war auch im Hausfrauenverein engagiert. Von 1911 bis 1933 war sie zudem Gründungsvorsitzende des Badischen Verbands für Frauenbestrebungen.
Ab 1912 wirkte sie mit Adelheid Steinmann im Reichsfrauenausschuß der Nationalliberalen Partei. Sofort nach Kriegsausbruch 1914 gründete Julie Bassermann, drei Tage nach dem Dachverband, eine Mannheimer Ortsgruppe des Nationalen Frauendienstes. 1915 wurde ein Kriegstageheim für arbeitslose Frauen und Mädchen errichtet. Ein Jahr unterstützte sie Marie Bernays bei der Gründung einer Sozialen Frauenschule (auch Wohlfahrtsschulen genannt).
Seit zwei Jahren Witwe, scheiterte sie 1919 bei ihrer Kandidatur für die Deutsche Volkspartei zur Weimarer Nationalversammlung. In der Folge zog sie jedoch in den Mannheimer Gemeinderat ein, wo sie sich vier Jahre lang als Mitglied der Schulkommission und in sozialpolitischen Fragen engagierte.
Im Verein Frauenbildung–Frauenstudium war Julie Bassermann bis 1929 Reichsvorsitzende, dann trat sie aus Altersgründen zurück. Sie starb am 18. September 1940 im Alter von 80 Jahren.

## Ehrungen
Seit 2023 loben die Gleichstellungsbeauftragte und der Fachbereich für Wirtschafts- und Strukturförderung der Stadt Mannheim den Julie Bassermann-Preis aus. Prämiert werden betriebswirtschaftliche Arbeiten, die den Gender-Gap im Bereich „Frauen in Führungspositionen“ und seine Beseitigung innovativ beleuchten.

## Einzelnachweis
1. ↑  https://www.mannheim.de/de/stadt-gestalten/verwaltung/aemter-fachbereiche-eigenbetriebe/demokratie-und-strategie/gleichstellungsbeauftragte/der-julie-bassermann-preis

| Personendaten    | Personendaten                  |
| ---------------- | ------------------------------ |
| NAME             | Bassermann, Julie              |
| ALTERNATIVNAMEN  | Ladenburg, Julie (Geburtsname) |
| KURZBESCHREIBUNG | deutsche Frauenrechtlerin      |
| GEBURTSDATUM     | 2. März 1860                   |
| GEBURTSORT       | Mannheim                       |
| STERBEDATUM      | 18. September 1940             |
| STERBEORT        | Mannheim                       |